# Parcul Național Wigierski
Parcul Național Wigierski (în poloneză: Wigierski Park Narodowy) este o arie protejată de interes național ce corespunde categoriei a II-a IUCN (parc național) situată în Polonia, pe teritoriul voievodatului Podlasia.

## Localizare
Aria naturală cu o suprafață de 149,86 km2, se întinde în partea nord-estică a Poloniei și cea nord-vestică a voievodatului Podlasia, în Câmpia Europei de Nord

## Descriere
Parcul Național Wigierski a fost înființat în anul 1989 și se află pe lista  zonelor umede de importanță internațională a Convenției Ramsar. 
Aria naturală protejată reprezintă o zonă de câmpie cu lacuri (Wigry), râuri (Czarna Hańcza), mlaștini, canale inundabile, turbării, pajiști și păduri.

## Biodiversitate
Parcul adăpostește o mare varietate de specii floristice  (arbori, arbusti și ierburi) și faunistice (mamifere, păsări, pești, reptile, amfibieni și insecte) specifică zonelor umede incluse în   vasta câmpie nordică a Europei.

### Floră
Flora este constituită din arbori cu specii de pin (Pinus L.), molid (Picea abies), tei (Tilia), mesteacăn (Betula nana), stejar (Quercus robur), arin (Alnus glutinosa) sau salcie (Salix). 
La nivelul ierburilor vegetează 61 de specii floristice protejate cu exemplare de orhidee (Orchidaceae), mușchi și licheni. 
Specia de plantă vasculară cunoscută în Polonia sub denumirea de Kanianka Inowa (Cuscuta epilinum) este considerată dispărută, datorită faptului că prezența acesteia  nu a mai fost semnalată în arealul parcului după 1994.

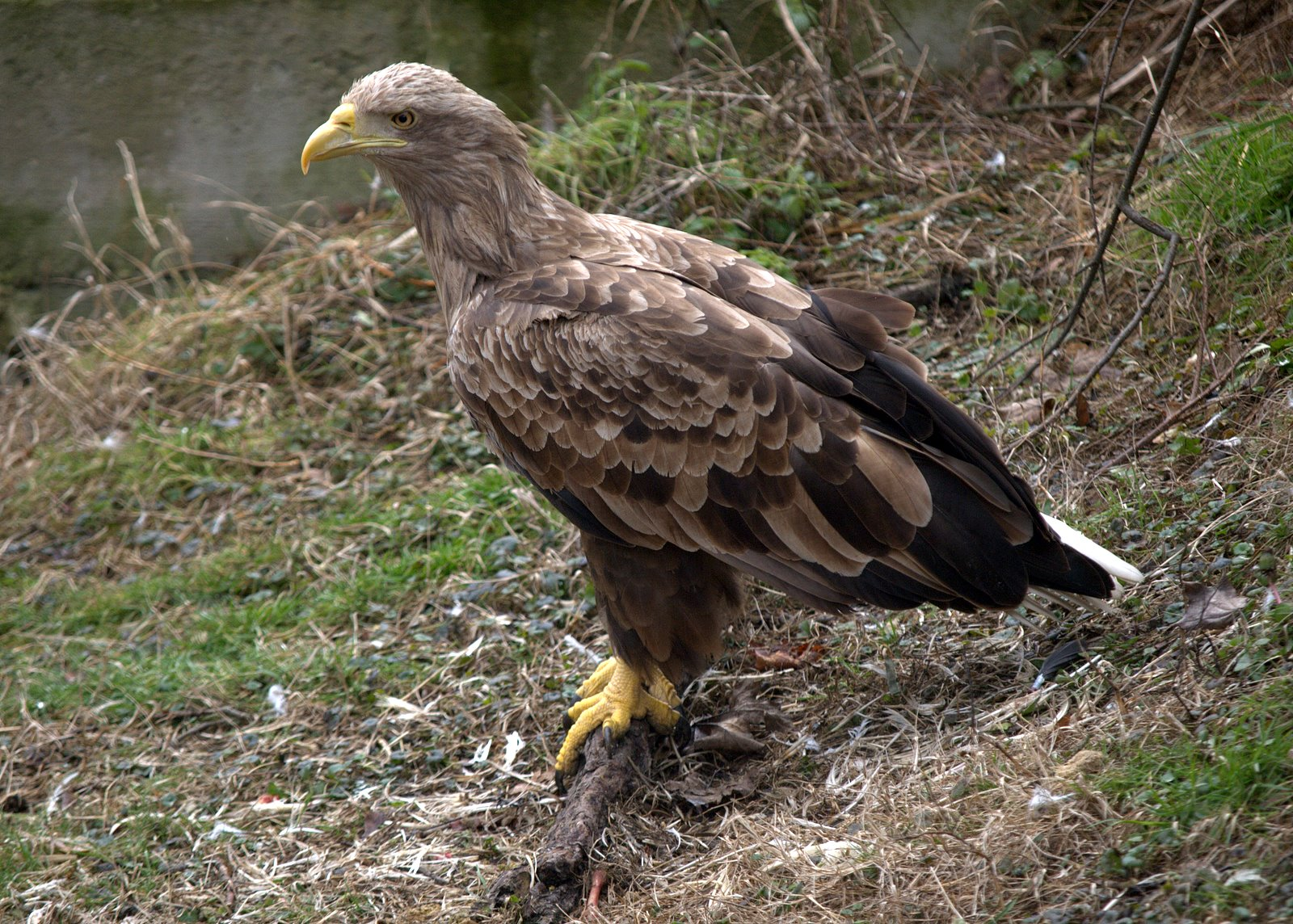
Vultur codalb (Haliaeetus albicilla)

### Faună
Fauna este una specifică și reprezentată de mai multe specii de:
• mamifere cu exemplare de lup (Canis lupus), vulpe (Vulpes vulpes crucigera) sau castor (Castor fiber);
• păsări cu specii de vultur codalb (Haliaeetus albicilla), barză neagră (Ciconia nigra) sau lebădă (Cygnus atratus);
• insecte, reptile și amfibieni.
Ihtiofauna este una variată și bogată în specii de pești, alcătuită din exemplare de: păstrăv de lac (Salmo trutta lacustris), pește alb (Coregonus albula) sau coregon (Coregonus lavaretus).